# Вердзеков, Поль Мбийбе
Поль Мбийбе Вердзеков (Paul Mbiybe Verdzekov; 22 января 1931 года, Шисонг, Камерун — 26 января 2010 года, Нтасен, Камерун) — первый архиепископ-митрополит Баменды с 13 августа 1970 года по 23 января 2006 года.

## Биография
Родился в 1931 году в селении Шисонг, Камерун. После получения начального образования обучался в малой семинарии в Зассе. С 1945 по 1947 года — преподаватель в начальной школе Святого Иосифа в селении Джоттин. С 1947 года — преподаватель в школе для мальчиков Святейшего Сердца Иисуса в Шисонге. С 1948 по 1950 года обучался в школе для подготовке учителей начального образования в Нджиникоме, после которой преподавал в католической школе в Бамбуи. С 1952 по 1954 года — преподаватель малой семинарии Святого Семейства в Зассе.
В 1954 году вступил в Высшую мемориальную семинарию в Энугу, Нигерия. С 1958 по 1962 года обучался в Урбанианском университете в Риме, где получил научную степень лицензиата в области социальных наук. 20 декабря 1961 года рукоположён в священники. В 1965 году возвратился в Камерун. Служил приходским священником в различных католических приходах. С 1967 по 1969 года проходил докторантуру в Григорианском университете в Риме.
13 августа 1970 года Святой Престол учредил епархию Баменды и в этот же день римский папа Павел VI назначил его первым ординарием этой епархии. 8 ноября 1970 года состоялось его рукоположение в епископы, которое совершил епископ Буэа Юлиус Йозеф Виллем Питерс в сослужении с епископом Гаруа Ив-Жозе-Мари Плюмей и епископом Сангмелимы Пьер-Селестеном Нкоу.
18 марта 1982 римский папа Иоанн Павел II издал буллу «Eo magis catholica», которой преобразовал епархию Буменлы и архиепархию и возвёл Поля Мбийбе Вердзекова в архиепископы. Также исполнял обязанности апостольского администратора епархии Кумбо.
23 января 2006 года подал в отставку. Умер 26 января 2010 года в селении Нтасен, Камерун.